# Serafino Cretoni
Serafino Cretoni (4 de setembro de 1833 - 3 de fevereiro de 1909) foi um cardeal italiano da Igreja Católica Romana, que serviu como prefeito da Sagrada Congregação dos Ritos de 1903 até sua morte, e foi elevado ao cardinalato em 1896.

## Biografia
Serafino Cretoni nasceu em Soriano e estudou no Pontifício Ateneu Romano S. Apollinare, onde obteve seu doutorado em teologia. Ele também estudou e foi fluente em inglês, francês, grego e espanhol. Ordenado ao sacerdócio em 1857, Cretoni, então, ensinou filosofia na Pontifícia Urban Athenaeum de Propaganda Fide, em Roma. Ele também serviu como Vice-Substituto da Secretaria de Estado do Vaticano, e como Secretário da comissão para Assuntos orientais no Primeiro Concílio do Vaticano (1869–1870).
Cretoni foi nomeado um cânon da Basílica da Libéria e da Basílica de São Pedro antes de se tornar arquivista da Sagrada Congregação para a Propagação da Fé. Em 1877, ele foi enviado pelo Papa Pio IX para participar do capítulo geral dos Mechitaristas armênios em Veneza. Cretoni foi elevado ao posto de Prelado Doméstico de Sua Santidade em 21 de maio de 1878, e tornou-se subsecretário de Estado em 19 de setembro de 1879. Mais tarde ele se tornou secretário da Sagrada Congregação para a Propagação da Fé, na seção de Ritos orientais, em 16 de novembro de 1880 e Assessor da Suprema Sagrada Congregação do Santo Ofício, em 20 de março de 1889.
Em 16 de janeiro de 1893, Simeoni foi nomeado Arcebispo Titular de Damasco pelo Papa Leão XIII, recebendo sua consagração episcopal em 5 de fevereiro do Cardeal Raffaele Monaco La Valletta. Simeoni foi nomeado núncio na Espanha em 9 de maio daquele ano e criou o Cardeal Sacerdote de Santa Maria sopra Minerva pelo Papa Leão no consistório de 22 de junho de 1896.
De 19 de abril de 1900 a 15 de abril de 1901, ele serviu como Camerlengo do Sacro Colégio dos Cardeais. Ele foi nomeado Prefeito da Sagrada Congregação das Indulgências e Relics em 23 de Outubro de 1900 e da Sagrada Congregação dos Ritos em 7 de janeiro de 1903. Ele também participou do conclave papal de 1903, que selecionou o Papa Pio X.
O cardeal Cretoni morreu em Roma, aos 75 anos de idade. Depois de ficar em estado na igreja de San Carlo ai Catinari, foi enterrado no cemitério de Campo Verano. 

## Link externo
- Catholic-Hierarchy [self-published]
- Cardinals of the Holy Roman Church